# Школа «Анналов»
Школа «Анна́лов» (фр. École des Annales), также «Новая историческая наука» (фр. La Nouvelle Histoire) — историческое направление, основанное Люсьеном Февром и Марком Блоком. Эта историческая школа, формировавшаяся вокруг журнала «Анналы», оказала значительное влияние на развитие всей мировой историографии XX века.

## Журнал «Анналы»
В 1929 году Люсьен Февр и Марк Блок создали журнал «Анналы экономической и социальной истории» (фр. Annales d’histoire économique et sociale), который издаётся до сих пор. В этом журнале историки пытались публиковать статьи, характеризующие историю «в целом», статьи, которые не ограничивались политическими, военными и дипломатическими аспектами истории. Направление возникло и группировалось вокруг журнала «Анналы». С 1929 по 1938 год журнал назывался «Анналы экономической и социальной истории», с 1939 по 1941 и в 1945 — «Анналы социальной истории», с 1942 по 1944 — «Сборники социальной истории», с 1946 по 1993 — «Анналы. Экономика. Общество. Цивилизация», с 1994 — «Анналы. История, социальные науки». В их подаче произошла замена классической «истории — повествования» «историей — проблемой», а также предпринимались попытки создать «тотальную» историю, то есть историю, описывающую все существующие в обществе связи — экономические, социальные, культурные. Учёные стали ставить в центр своих исследований не деятельность великих людей, не описание событий, а общество в целом, пытаясь вскрыть глубинные структуры, существующие в течение больших временных отрезков. Такой подход потребовал привлечения данных смежных наук — социологии, этнографии, географии и других, а также расширения круга исторических источников. Сторонники «новой исторической науки» привлекают результаты исследований археологии, истории техники, лингвистики, проповеди, жития святых и др. Это привело к эпистемологическому повороту в исторической науке: источник сам по себе нем, вопросы ему задаёт исследователь, следовательно, ценность приобретает даже фальсифицированный источник, так как он может рассказать, почему фальшивка появилась, кому это было выгодно. Сторонники данного направления изучают массовые представления людей той или иной эпохи (история ментальностей), смену ценностных установок на протяжении веков, проблему исторической памяти и так далее.

## Первое поколение
К «первому поколению» относят самих основоположников школы — Люсьена Февра и Марка Блока. Их деятельность стала основой для долговременных исследований и с самого начала вызывала споры учёных. Если Л. Февр акцентировал своё внимание на культурных явлениях, то М. Блока интересовал человек. Анализируя движущие силы исторического процесса, Февр считал, что самосознание и религиозность здесь играют бо́льшую роль, нежели экономическое и социальное развитие. Блок же полагал, что главным является человеческий фактор. Указывая на то, что развитое феодальное общество XI века характеризуется возникновением «особых, магических представлений о власти», он отмечал их наличие до конца XVIII века. Он считал, что «активное развитие феодального общества и оформление системы представлений о нём» началось только после XI века. В этом заключалось принципиальное отличие его концепции от взглядов других учёных XIX — первой половины XX века.

## Второе поколение
Ко второму поколению относят Фернана Броделя, Жоржа Дюби, Жака Ле Гоффа (последних двух нередко относят к Третьему поколению «Анналов»), которые, развивали идеи основоположников школы с учётом новых направлений в исторической науке. Как и первое поколение, они выступали против классической позитивистской нарративной истории Леопольда фон Ранке, который считал определяющими «политические события и историю отдельных исторических личностей». В противовес этому Ф. Бродель и Ж. Дюби продолжили развитие идей Марка Блока, изложенных им в работе «Феодальное общество».
Ф. Бродель стал автором концепции трёх видов исторического времени, которая нашла отражение в его работах «Средиземноморье в эпоху Филиппа II» и «Материальная цивилизация, экономика и капитализм». Его концепция предлагала следующую классификацию: время длительных экономических процессов, продиктованных природными условиями, время социальных преобразований и время политических событий, «которое противоположно времени длительной протяжённости и, наоборот, построено на крайне коротких циклах». Иными словами, Бродель считал, что историю определяют в первую очередь естественные и социальные факторы, а события нарративной истории играют второстепенную роль.
Вместе с Фернаном Броделем нередко упоминают и Эрнеста Лабруса, основоположника использования квантитативных методов и «сериальной» истории. Многие представители школы «Анналов» 1960-80-х — ученики (прямые или же идейные) Лабруса.
Важной вехой в идейной истории Второго поколения стал спор между Лабрусом и его ученикам и Роланом Мунье. Если Лабрус исследовал общество эпохи «Старого режима» с точки зрения дохода и называл его классовым, то Мунье — исходя из иерархии социального престижа, называя французское общество до революции сословным. Апофеозом дискуссии стал коллоквиум в Сен-Клу.
Ж. Дюби в своих исследованиях социальных процессов образования феодального общества стремился доказать справедливость предложенной Марком Блоком периодизации феодализма. Он, как и его учитель, отстаивал мысль о том, что феодализм как явление оформился и имел место с XI по XVIII век. И хотя Бродель и Дюби заявляли об исследовании ментальностей, их практический интерес, в первую очередь, лежал в области анализа социальных и властных систем.
В отличие от них, Жака Ле Гоффа прежде всего интересовали культурные аспекты и ментальности. Причём, опять же, в отличие от Броделя, исследующего в основном «темпы времени „longue durée“ и неизменные структуры общества», Ле Гофф сосредоточил своё внимание на изменчивых непродолжительных процессах, имевших место в Средневековье. При этом его привлекали не политические явления, а идеи М. Блока, изложенные в книге «Короли-чудотворцы».

Однако, если Блок в этой работе делал акцент на преемственности и статичности основных структур ментальности, то Ле Гофф обращал особое внимание на «динамическое развитие основных структур ментальности в Высоком Средневековье». 
 Он показал, что именно в Средние века были сформированы те идеи и системы представлений, которые стали впоследствии актуальными и нужными для развития всей европейской цивилизации в раннем Новом и Новом времени.

## Третье поколение
Главным выразителем идей третьего поколения Школы (1968—1989) считают Эммануэля Ле Руа Ладюри. Тематика его исследований чрезвычайно широка, она охватывает такие области, как история климата, гляциология, демография, виноделие, антропометрические исследования, историческая география, история сельского хозяйства, история институтов, Ренессанс, жанр травелогов, Религиозные войны, придворная культура, революционный террор. Его труд «История климата» стал работой, где были высказаны сомнения в справедливости основной идеи Фернана Броделя о неизменности естественных факторов в истории Европы. Проанализировав данные хроник и налоговых описей, учёный сравнил их с результатами гляциологов и пришёл к выводу о динамических изменениях естественных условий. Это позволило ему обнаружить связь между конкретными периодами «малого оледенения» (XI и XVI—XVII веков) с существенными «изменениями в экономических и социальных структурах общества Средневековья и раннего Нового времени». Другая работа учёного «Монтайю, деревня в Окситании» также отодвинула на второй план социальные структуры, выдвинув на первое место ментальности. По мнению Ле Руа Ладюри, «для отдалённой деревни в горах типичная структура феодального общества играла меньше значения, чем те представления о социуме, которые создавались людьми в процессе их повседневного взаимодействия».

## Четвёртое поколение
Уже в конце 1980-х годов Ж. Дюби говорил о распаде Школы «Анналов». Четвертое поколение Школы столкнулось не только с упадком интереса к темам, развиваемых французской историографией, но и кризисом истории как науки: положения, предложенные Блоком и Февром уже не казались революционными.
Несмотря на упадок, новая редакция журнала (с подачи Бернара Лепти) «Анналы» предложила новый проект междисциплинарного взаимодействия истории и социальных наук, в первую очередь социологии. Журнал ориентировался на «прагматический» поворот в социологии, что привело в состав редакции Л. Тевено, одного из лидеров «прагматической» социологии. Однако смерть Б. Лепти и отсутствие интереса к новому проекты «анналистов» привели к затуханию этого направления в исторических исследованиях.

Направление исследований четвёртого поколения Школы формировалось в период так называемого лингвистического поворота в истории. Это время в исторической науке характеризуется утратой интереса не только к социальным структурам, но и к структурам мышления. Философы, антропологи, историки стали использовать новые подходы в своей работе, руководствуясь идеями постструктурализма. При изучении истории возникновения понятий и представлений об обществе и мире главенствующая роль отводилась языку, способам «преломления действительности». Известный представитель четвёртого поколения Школы Бернар Лепти в частности писал: 
Количественной истории нужно противопоставить идею о том, что люди не существуют в социальных категориях, они не укладываются в них, как шары в лунки, и что сами эти «лунки» не имеют значения более того, которое придают им сами люди.

На первый план вышли новые методы, в которых «стало больше уделяться внимания не только внешней и внутренней критике источника, но также и второму и третьему планам повествования». Так, другой известный представитель четвёртого поколения Школы Р. Шартье, исследуя процесс создания и чтения текстов, доказывал, что нельзя с одинаковой меркой подходить к тому, как формировались и читались тексты в разной социальной среде. Отмечается, что
Важнейшей идеей его работы было то, что понимание текста и его частей зависело от ситуации, и что один и тот же источник мог иметь разные смыслы в зависимости от контекста чтения и создания.

## Концепция
Школой «Анналов» сформулирована концепция реконструкции исторических фактов. Содержание концепции наиболее точно выражено М. Блоком, полагавшим, что для понимания истории необходимо обнаружить смысл явления, постигнуть мотивы людей, совершивших поступки в условиях, «прочитанных» ими на свой манер. В своей книге «Апология истории» он писал: «В наших трудах царит и всё освещает одно слово — „понять“».
Как пишет профессор Латвийского университета Харийс Туманс, школа «Анналов» впервые объектом исторического изучения сделала формы мыследеятельности людей изучаемой эпохи. При этом он отмечает, что она в своей сути почти всецело принадлежит медиевистике, а в антиковедении её метод не прижился.
Как указывает Харийс Туманс, в методологическом отношении школа «Анналов» открыла:
1. Новое, расширенное понимание исторического источника, который стал теперь трактоваться как «всё, что человек говорит или пишет, всё, что он изготовляет, всё, к чему он прикасается»[13];
2. Новый метод работы с источником, путём постановки ему вопросов и проникновения в его идейную подоплёку. Стремление углубиться в источник и понять его «изнутри» поставило вопрос о мировоззрении людей, оставивших нам тот или иной источник, и ввело в научный оборот историков слово «менталитет». Исходная предпосылка такого подхода состоит в убеждении, что человек и его психика изменчивы, то есть способ воспринимать мир и устраивать свою жизнь в нём в разные эпохи и в разных культурах бывают различными. Следовательно, для понимания исторического процесса необходимо сначала понять образ мыслей человека изучаемой эпохи и культуры, то есть понять его картину мира, которая и определяет его поведение, индивидуальное и коллективное[14]. Основная заслуга «анналистов» состоит в том, отмечает Харийс Туманс, что они увидели в истории не только социально-экономические схемы, но и живого человека с его мыслями и чувствами, и начали объяснять историю через объяснение мотивации поступков человека[12].

По словам проф. РГГУ Н. И. Басовской, Марк Блок «совершил переворот в исторической науке, сказав: „Для того чтобы что-то реально узнать о прошлом, нам прежде всего надо стремиться понять, что было в головах людей“».
С. К. Цатурова отмечала: «Устоявшееся мнение о намеренном отказе ведущей в историографии XX в. школы „Анналов“ от политической истории не совсем точно. Разумеется, и её отцы-основатели, и второе поколение при Ф. Броделе, и даже третье поколение Ж. Ле Гоффа и Ж. Дюби осуждали выхолощенную политическую историю как описательную, событийную, нетребовательную. Но именно они способствовали подлинному обновлению политической истории за счёт соединения её с экономическим и социальным компонентом, с областью сознания и ментальностей, с мифами, ритуалами и символикой. Показательно, что никто иной, как М. Блок написал книгу „Короли-чудотворцы“, по достоинству оцененную во Франции только спустя десятилетия, а Ж. Ле Гофф признавал политическую историю „становым хребтом“ исторического анализа».
Сергей Александрович Нефёдов указывает на большую роль данной школы в разработке теории вековых демографических циклов. 
Членкор РАН Павел Юрьевич Уваров отмечал: «Между всеми тремя поколениями „Анналов“ и марксизмом была масса точек соприкосновения. Но марксизм имеется в виду не советского извода, а марксизм в широком смысле этого слова».
Профессор С. С. Неретина отмечала: «Главным признаком „новой исторической науки“, как стали называть эту школу к конце XX в., стало внедрение ее основоположниками понятия ментальности, соотнесенного с антропологией, психологией и культурой».

## Влияние
Отмечается, что наибольшее своё влияние школа сохраняла до 1980-х, а в целом связанное с нею направление являлось доминирующим на протяжении большей части 20-го века.
В российской историографии большой вклад в популяризацию школы «Анналов», особенно трудов М. Блока и Л. Февра, внес А. Я. Гуревич; в начале 1970-х гг. он же одним из первых стал публиковаться в журнале «Анналы». Как отмечают, к концу 80-х гг. XX в. интерес к западной исторической науке — в первую очередь к школе «Анналов», в России становится устойчивым явлением.